# Microcaecilia butantan
Espèce
Microcaecilia butantan est une espèce de gymnophiones de la famille des Siphonopidae.

## Répartition
Cette espèce est endémique du Pará au Brésil. Elle se rencontre à Belterra à 152 m d'altitude.

## Description
La femelle holotype mesure 159 mm et les mâles paratypes de 191 à 208 mm.

## Étymologie
Cette espèce est nommée en référence à l'Institut Butantan.

## Publication originale
- Wilkinson, Antoniazzi & Jared, 2015 : A new species of Microcaecilia Taylor, 1968 (Amphibia: Gymnophiona: Siphonopidae) from Amazonian Brazil. Zootaxa, no 3905 (3), p. 425–431.